# جاکومو جنتیلی
جاکومو جنتیلی (ایتالیایی: Giacomo Gentili؛ زادهٔ ۳ ژوئیهٔ ۱۹۹۷) قایقران روئینگ اهل ایتالیا است.
وی در مسابقات کشوری و بین‌المللی در مجموع برندهٔ ۵ مدال طلا، ۴ مدال نقره، ۴ مدال برنز شده است.